# Sofiane Zermani
« Fianso » redirige ici. Pour les autres significations, voir Sofiane.
Sofiane Zermani, dit Sofiane ou Fianso est un rappeur, acteur et producteur français né le 21 juillet 1986 à Saint-Denis (Seine-Saint-Denis). Sofiane commence à chanter au sein du groupe Les Affranchis avant de sortir en 2007 son premier EP en solo : Première claque. 
Son premier album studio, Bandit saleté, sort le 12 mai 2017 et s'écoule à 20 151 exemplaires dès la première semaine d'exploitation. Il est certifié disque d'or en juin 2017, puis disque de platine le 13 octobre de la même année. Son deuxième album studio, Affranchis, sort le 26 janvier 2018.

## Biographie

### Jeunesse
Après avoir quitté l'Algérie dans les années 1960, la mère de Sofiane Zermani s'installe dans les bidonvilles de Nanterre et est employée comme secrétaire par France Loisirs. Son père, Abdelkader Zermani, qui était jusqu'alors berger en Kabylie (Algérie), arrive en France en 1981 et vend des vêtements sur les marchés.
Sofiane Zermani voit le jour à Saint-Denis en 1986. Il habite à la cité du Clos Saint-Lazare à Stains jusqu'à ses treize ans avant de partir pour la cité Pierre-Semard (aussi appelée La Pièce Pointue) au Blanc-Mesnil,. Il quitte l'école à l'âge de seize ans et commence à travailler avec son père sur les marchés. 

### Débuts en solo (2007–2013)
Sofiane commence à chanter au sein du groupe Les Affranchis avant de sortir en 2007 son premier EP en solo, Première claque. En 2009, il publie sa mixtape La vie de cauchemar, lui aussi sur le label Karismatik, qu'il quitte en 2010,. Blacklist, sa deuxième mixtape, sort en 2011. En 2013, Blacklist 2 connaît un succès immédiat en se classant « 4e meilleure vente d'album sur iTunes en France dès sa sortie ». Le projet se retrouve en rupture de stock quelques jours seulement après sa sortie. Son label, Believe, publie un communiqué d'excuses.

### Premiers succès etBandit saleté(2016–2017)
En janvier 2016, Sofiane apparaît comme figurant dans la vidéo PABLO ESCOBAR – L'interview de Jhon Rachid tournée le mois précédent au Distrito Francés de la rue du Faubourg-Saint-Martin (Paris 10e). Au printemps 2016, Sofiane commence le tournage d'une série de clips dans différents quartiers de France, regroupés sous le nom #JeSuisPasséChezSo,. Dans la plupart des épisodes, il invite d'autres rappeurs peu connus ou en pleine ascension. Cette série de clips et freestyle le fait passer du statut d'outsider à celui de « star du rap français »,. En février 2017, la série compte plus de 80 millions de vues sur YouTube pour l'ensemble des épisodes parus. En novembre 2016, il signe avec la major Universal Music sur le label Capitol.
Le 27 janvier 2017, Sofiane sort la mixtape #JesuispasséchezSo d'après sa série éponyme. Elle s'écoule à 14 526 exemplaires au cours de sa première semaine d'exploitation et se classe à la seconde place du Top Albums français. Le 16 mars 2017, le projet est certifié or, puis platine en septembre de la même année. Le 11 février 2017, lors d'une manifestation contre les violences policières à Bobigny, relative à l'affaire Théo, son attitude pacificatrice entre manifestants et policiers est remarquée, filmée et relayée par les réseaux sociaux et de nombreux médias, : « Le voilà propulsé porte-voix des invisibles, tous les médias réclament le rappeur », note le journal Libération.
Sorti le 12 mai 2017, son premier album studio, Bandit saleté, s'écoule à 20 151 exemplaires dès la première semaine d'exploitation. Il est certifié disque d'or en juin 2017, puis disque de platine le 13 octobre de la même année.
Depuis le 8 septembre 2017, Sofiane anime une émission diffusée sur YouTube intitulée Rentre dans le Cercle. Il y invite plusieurs rappeurs (qu'ils soient confirmés ou qu'il s'agisse de nouveaux talents) à kicker un freestyle sur des instrumentales diffusées par un DJ et composées par un beatmaker. Il y reçoit également des professionnels travaillant dans le milieu du rap : directeurs artistiques, chefs de projet, réalisateurs, photographes, éditeurs, animateurs radio.
Le 14 novembre 2017, lors d'un concert à La Cigale (Paris), Sofiane annonce la sortie, le 26 janvier 2018, de son nouvel album nommé Affranchis,. Le 10 novembre 2017, son concert à Molenbeek-Saint-Jean à Bruxelles est perturbé avec des pétards, des jets de projectiles et gaz lacrymogènes à cause de paroles issues du morceau 93 Empire : « Toi p'tite marocaine, moi saleté bandit. Si toi bien donner, moi manger ton shour ».

### Cons musicale[C'est-à-dire?]et débuts de comédien (2018–2019)
Son deuxième album studio, Affranchis, sort le 26 janvier 2018. Son titre est un clin d'œil au film de gangsters Les Affranchis de Martin Scorsese,. Il aborde dans ce deuxième album des thèmes similaires à deux développés dans le premier : la rue, la drogue, les armes, la prison. Il y invite d'autres rappeurs comme Maître Gims, Kaaris, Ninho, Hornet La Frappe, Heuss l'Enfoiré, ou Soolking. Une semaine après la sortie d'Affranchis, 25 729 exemplaires sont vendus tous supports confondus (téléchargement, physique et streaming). En un mois, l'album est certifié disque d'or (50 000 exemplaires vendus) puis disque de platine (100 000 exemplaires vendus) au bout de trois mois,. C'est le troisième disque de platine à couronner l'œuvre de Sofiane en à peine plus d'un an.
En septembre 2018, Sofiane Zermani incarne Gatsby dans Le Magnifique, adaptation théâtrale radiophonique de Gatsby le Magnifique (Francis Scott Fitzgerald) produite par France Culture. Créée au Festival d'Avignon, la pièce est rejouée dans les locaux de Radio France en mai 2019, : « Avec le théâtre, je me suis offert un trac. Le contact avec le public est complètement autre que quand je rappe, j'ai presque l'impression de m'adresser aux gens, c'est plus intime ». La pièce est reprise en février 2022 au Théâtre du Châtelet à Paris.
Le 5 octobre 2018, Sofiane sort le projet 93 Empire qui réunit une quarantaine d'artistes issus de Seine-Saint-Denis. Sofiane, déjà auteur d'un morceau éponyme, est l'instigateur du projet. En une semaine, 93 Empire s'écoule à 26 415 exemplaires. Fin octobre, soit trois semaines après sa sortie, le projet devient disque d'or en atteignant le cap des 50 000 ventes.
En 2019, Sofiane Zermani continue son partenariat théâtral avec France Culture en jouant le rôle d'Achille dans La Mort d'Achille, de Wajdi Mouawad. Ce poème dramatique inédit est par la suite interprété au Festival d'Avignon et diffusé en direct sur France Culture.
Depuis le 23 septembre 2019, il joue le rôle de Nazir Nerrouche dans la série Les Sauvages de Sabri Louatah et Rebecca Zlotowski, d'après la série de romans écrits entre 2012 et 2014 par Sabri Louatah.

### La Directionet diversification des activités (depuis 2020)
Le 14 octobre 2020, il sort un nouveau single avec SCH, American Airlines. Le 5 février 2021, il sort un nouveau morceau avec Soolking, Nouveaux Parrains. Au mois d’avril 2021, après près de trois ans d’absence, une troisième saison de Rentre dans le Cercle est officiellement annoncée,. Peu après le lancement de la nouvelle saison il dévoile, le 26 avril, un nouveau morceau, Zidane, accompagné d'un clip annonçant un nouvel album intitulé La Direction, prévu pour le 21 mai 2021,,.
Avant la sortie de l'album, il est invité par le studio allemand COLORS pour y présenter le titre Windsor, dans lequel « il évoque sa carrière, marquée par des débuts délicats mais qui a finalement pris un tout autre tournant il y a plusieurs années de cela, jusqu’à ce qu’il devienne un acteur incontournable du rap en France, porté par de gros projets mais aussi par son désir de fédérer. » Dans une interview donnée au journal Le Parisien, il revient sur les raisons de cette longue absence et déclare :  « Il fallait que je mette ma propre carrière entre parenthèses pour donner sa chance à Sofiane le producteur, à Sofiane l’acteur. Tourner des séries comme les Sauvages, le projet qui arrive pour France Télévisions, préparer Gatsby au théâtre… c’est énormément de travail, il faut apprendre des pavés de textes. Mais je n’ai jamais arrêté d’écrire pour moi en parallèle. »
L'album, sorti le 21 mai 2021, montre ainsi une nouvelle facette de l'artiste qui a diversifié ses activités, « son univers a logiquement évolué, et la transformation de son mode de vie ou de ses activités se ressent naturellement dans ses textes. » En septembre, Sofiane Zermani est invité à prononcer une conférence aux « Mardis » de l'ESSEC, rendez-vous prestigieux de la grande école de commerce, où sa présence est remarquée. La même année, il continue son parcours scénique dans le rôle du narrateur de Pierre et Le Loup, de Sergueï Prokofiev, interprété en octobre au Festival des Nuits romantiques avec l'Opéra national de Lyon.

### Vie personnelle
Marié religieusement à l'âge de dix-neuf ans, Sofiane Zermani est le père de deux garçons, Brahim et Aïssa, à qui il consacre un morceau dans l'intro de Blacklist,. Il s'est engagé dans l'humanitaire et le bénévolat avec l'association Speranza qui aide les démunis du Blanc-Mesnil.
Après avoir vécu à Aulnay-sous-Bois, il s'est installé avec sa famille dans le Sud-Ouest.

## Style musical
Sofiane privilégie le freestyle. Faisant partie de la génération du freestyle, il a fait ses armes à de nombreuses occasions notamment à l’émission « Planet Rap », où il décide de s’inviter lui-même. C’est en voulant être partout et en étant « tout-terrain » que Sofiane a développé son style unique. C’est l’un des rappeurs les plus efficaces quand il s’agit de « kicker »,.

## Polémiques
En janvier 2017, le tournage du clip Ma cité a craqué dans la cité des musiciens aux Mureaux tourne à l'émeute lorsque des jeunes prennent d'assaut un véhicule de patrouille qui tentait de traverser le quartier,.
Le 1er juillet 2024 sort le vidéoclip No Pasaran, auquel Fianso participe avec une dizaine d'autres rappeurs en réaction au score élevé du Rassemblement national lors des élections européennes de 2024 . Certains passages du morceau sont considérés par la presse comme « misogynes et complotistes »,, d'autres contenant des paroles « insultantes » et des menaces,,. Fianso, proclame lui, « Le doigt en l’air pour les ciste-ra/CNews dans l’angle mort/Secousses et tremblements/Fuck le rassemblement » dès les premières mesures du morceau, puis rajoute « Jordan, tu es mort, Jordan tu es mort »,. Les fonds générés par les écoutes du titre doivent être reversés à la Fondation Abbé-Pierre.

## Affaire judiciaire
Le 6 avril 2017, pour le tournage du clip de Toka, morceau issu de son premier album Bandit Saleté, Sofiane bloque la circulation sur l'autoroute A3 à hauteur de la sortie Blanc-Mesnil-Aulnay, sans autorisation préalable, pour être filmé en train de boire un café sur les voies « au mépris de toutes les règles de sécurité,, ». Diffusé dès le lendemain sur YouTube, le clip connait un gros succès. Quelques jours plus tard, une enquête est ouverte pour « usage de fausses plaques d'immatriculation » et « entrave à la circulation » : « pour ce délit, il encourt une peine de deux ans de prison et une amende de 4 500 euros. »
Sofiane Zermani est maintenu en liberté sous contrôle judiciaire avec interdiction de conduire jusqu'au 13 juin de la même année, jour de son jugement,. Du fait de l'absence de son avocat, le procès est reporté au 22 janvier 2018. Le 5 février 2018, il est finalement condamné à quatre mois de prison avec sursis et 1 500 euros d'amende.

## Classements et certifications

### Albums solo
| Titre              | Détails de l'album | Meilleure position | Meilleure position | Meilleure position | Certifications         |
| Titre              | Détails de l'album | FR                 | WA                 | SUI                | Certifications         |
| ------------------ | --- | ------------------ | ------------------ | ------------------ | ---------------------- |
| #JesuispasséchezSo | - Sortie : 27 janvier 2017 - Label : Suther Kane, Musicast - Nombre de pistes : 14                                        | 2                  | 12                 | 39                 | - France : Platine     |
| Bandit Saleté      | - Sortie : 12 mai 2017 - Label : Affranchis Music, Suther Kane, Millenium, Capitol, Universal - Nombre de pistes : 14     | 2                  | 15                 | 13                 | - France : 2 × Platine |
| Affranchis         | - Sortie : 26 janvier 2018 - Label : Affranchis Music, Suther Kane, Millenium, Capitol, Universal - Nombre de pistes : 15 | 1                  | 2                  | 13                 | - France : Platine     |
| La Direction       | - Sortie : 21 mai 2021 - Label : Affranchis Music, Suther Kane, Millenium, Capitol, Universal - Nombre de pistes : 15     | 1                  | 9                  | 23                 | - France : Or          |

### Album en groupe
| Titre     | Détails de l'album                                                                               | Meilleure position | Meilleure position | Meilleure position | Certifications     |
| Titre     | Détails de l'album                                                                               | FR                 | WA                 | SUI                | Certifications     |
| --------- | ------------------------------------------------------------------------------------------------ | ------------------ | ------------------ | ------------------ | ------------------ |
| 93 Empire | - Sortie : 5 octobre 2018 - Label : Affranchis Music, Capitol, Universal - Nombre de pistes : 22 | 2                  | 10                 | 39                 | - France : Platine |

### Singles
| Année | Titre                                             | Certifications     |
| ----- | ------------------------------------------------- | ------------------ |
| 2016  | #JesuispasséchezSo : épisode 5 / Police Nationale | - France : Or      |
| 2016  | X                                                 | - France : Or      |
| 2017  | Tout le monde s'en fout                           | - France : Diamant |
| 2017  | Mon p'tit loup                                    | - France : Diamant |
| 2017  | Toka                                              | - France : Platine |
| 2017  | Marion Maréchal                                   | - France : Or      |
| 2018  | Lundi                                             | - France : Diamant |
| 2021  | Attrape-moi si tu peux                            | - France : Or      |

### Singles en feat
| Titre                                                                                      | Date de sortie | Certifications                     |
| ------------------------------------------------------------------------------------------ | -------------- | ---------------------------------- |
| 93 Empire (feat. Kalash Criminel)                                                          | 16/12/2016     | - France : Or                      |
| Grand Paris (Médine feat. Sofiane, Lartiste, Lino, Alivor, Seth Gueko, Ninho & Youssoupha) | 24/02/2017     | - France : Or                      |
| Laisse pas traîner ton fils (Ninho feat. Sofiane)                                          | 08/09/2017     | - France : Platine                 |
| Le cercle (feat. Hornet La Frappe, GLK, YL                                                 | 12/05/2017     | - France : Or                      |
| Bling Bling (Kaaris feat. Sofiane & Kalash Criminel)                                       | 02/11/2017     | - France : Diamant                 |
| Longue vie (feat. Ninho & Hornet La Frappe)                                                | 08/01/2018     | - France : Diamant                 |
| Arafricain (feat. Gims)                                                                    | 26/01/2018     | - France : Or                      |
| Dragon (Vald feat. Sofiane)                                                                | 01/02/2018     | - France : Platine                 |
| Loup garou (Maître Gims feat. Sofiane)                                                     | 08/03/2018     | - France : Platine                 |
| Woah (Sofiane, Vald, Mac Tyer, Soolking, Sadek, Heuss l’Enfoiré, Kalash Criminel)          | 26/07/2018     | - France : Platine                 |
| Sur le drapeau (Suprême NTM, Sofiane)                                                      | 13/09/2018     | - France : Diamant                 |
| Perfekt (AriBeatz feat. SRAF Camora & Sofiane)                                             | 16/11/2018     | - Allemagne : Or                   |
| Khapta (Heuss l'Enfoiré feat. Sofiane)                                                     | 25/01/2019     | - France : Diamant - Belgique : Or |
| C'est mon sang (RK feat. Sofiane)                                                          | 07/03/2019     | - France : Diamant                 |
| Mecs de cité (Sifax feat. Sofiane)                                                         | 09/06/2020     | - France : Diamant                 |
| Choupetta (HMZ feat. Sofiane et Heuss L'enfoiré)                                           | 26/06/2020     | - France : Or                      |
| W górę (Malik Montana feat. Sofiane)                                                       | 17/12/2021     | - Pologne : Or                     |

*Sources : Les Certifications - SNEP,Les Certifications - ZPAV,Les Certifications - BRMA,Les Certifications -BVMI

## Filmographie

### Cinéma

#### Longs métrages
- 2018 : Frères ennemis de David Oelhoffen : Fouad
- 2018 : Mauvaises Herbes de Kheiron : Usamah
- 2022 : Sous emprise de David M. Rosenthal : Pascal
- 2023 : Les Déguns 2 de Cyrille Droux & Claude Zidi Jr. : lui-même
- 2023 : Avant que les flammes ne s'éteignent de Mehdi Fikri : Driss
- 2023 : La Vénus d'argent de Héléna Klotz : Farès
- 2024 : Le Salaire de la peur de Julien Leclercq : Gauthier
- 2024 : Barbès, Little Algérie de Hassan Guerrar : Malek
- 2024 : Tigres et Hyènes de Jérémie Guez : Avi
- 2025 : Reine mère de Manele Labidi : Amor
- 2025 : Les Règles de l'art de Dominique Baumard : Éric
- 2025 : Le Roi Soleil de Vincent Maël Cardona : Reda

#### Courts métrages
- 2014 : Terremère d'Aliou Sow : Sofiane

### Télévision

#### Séries télévisées
- 2019 : Les Sauvages, mini-série de Rebecca Zlotowski : Nazir
- 2021 : Alger confidentiel, mini-série d'Abdel Raouf Dafri, Frédéric Jardin et Oliver Bottini : Sadek Tadjer
- 2022 : Hors-Saison, mini-série de Pierre Monnard : Lyes Bouaouni

#### Web-série
- 2016 : Les Déguns : lui-même (saison 3, épisode 10 - caméo)

Clips
- 2025 : Win Rak de Camélia Jordana

### Doublage
- 2023 : Ninja Turtles: Teenage Years : Superfly[86],[87]

## Théâtre et opéra
- 2018 : Le Magnifique, d'après Gatsby le Magnifique de Francis Scott Fitzgerald, au festival d'Avignon : Gatsby
- 2019 : La Mort d'Achille, de Wajdi Mouawad, au festival d'Avignon : Achille
- 2021 : Pierre et le Loup, de Sergueï Prokofiev, au festival des Nuits Romantiques du lac du Bourget avec l'opéra national de Lyon : Le narrateur

## Émission web
- Depuis 2017 : Rentre dans le Cercle sur YouTube (animateur)